# Houtlandcross
De Houtlandcross is een veldrijwedstrijd die van 1997 tot 2009 jaarlijks werd georganiseerd in het Belgische dorp Eernegem.

## Erelijst

### Mannen elite
| Datum | Klassement | Cat. | Winnaar             | Tweede              | Derde               |
| ----- | ---------- | ---- | ------------------- | ------------------- | ------------------- |
| 2009  |            |      | Niels Albert        | Sven Vanthourenhout | Sven Nys            |
| 2008  |            |      | Sven Nys            | Klaas Vantornout    | Thijs Al            |
| 2007  |            |      | Klaas Vantornout    | Sven Vanthourenhout | Bart Aernouts       |
| 2006  |            |      | Sven Vanthourenhout | Zdeněk Štybar       | Erwin Vervecken     |
| 2005  |            |      | Erwin Vervecken     | Sven Vanthourenhout | Gerben de Knegt     |
| 2004  |            |      | Sven Vanthourenhout | Sven Nys            | Kamil Ausbuher      |
| 2003  |            |      | Ben Berden          | Sven Vanthourenhout | Bart Wellens        |
| 2002  |            |      | Sven Vanthourenhout | Mario De Clercq     | Bart Wellens        |
| 2001  |            |      | Ben Berden          | Peter Van Santvliet | Bjorn Rondelez      |
| 2000  |            |      | Peter Van Santvliet | Arne Daelmans       | Sven Vanthourenhout |
| 1999  |            |      | Peter Willemsens    | Sven Vanthourenhout | Rudi Van De Sompel  |
| 1998  |            |      | Ben Berden          | Peter Willemsens    | Paul Herygers       |
| 1997  |            |      | Danny De Bie        |                     |                     |